# Lovre Vulin
Lovre Vulin (Pakoštane, 1984. szeptember 2.) horvát labdarúgó, legutóbb a Kapfenberger játékosa volt.

## Klubcsapatai
Pályafutása elején kisebb horvát csapatokban játszott, amíg a Hajduk Split gárdájához nem került. Itt a bajnokság végén a dobogó második fokára állhatott fel csapatával.
Az elkövetkező idényekben kétszer is kölcsönadták, az NK Novalja és az NK Mosor gárdájához, ahol alapemberré tudott válni.  Ekkor felkeltette az utánpótlás-válogatott edzőjének figyelmét is, háromszor meghívta őt a keretbe.
Miután egy rövid időre visszarendelték a Hajdukhoz sikerült külföldre szerződnie a belga Standard Liége-hez. Náluk egy bajnoki és egy kupatalálkozón lépett pályára, de így is belga bajnoki ezüstérmesnek mondhatja magát a 2005-2006-os szezonban. 2006. március 5-én a GBA ellen 3-1-re megnyert mérkőzésen belga bajnokin  Vulin a 75. percben szerezte a Standard Liége harmadik találatát.
A következő idényt már az FC Carl Zeiss Jena játékosaként kezdte, ahol szintén nem tudott meghatározó játékossá válni, mindössze egy kupameccsen léphetett pályára a felnőtt csapatban, míg az amatőrök közt négy alkalommal jutott szóhoz, ezeken a meccseken egy sárga lapot gyűjtött be.
2007-ben a Jénával a 13. helyen végzett a német második vonalban.
Miután szerződése 2007. június 30-án lejárt a németeknél új csapatot kellett keresnie magának.
Magyarországra Slavko Petrović edző ajánlására érkezett. Előkészületi meccseken pályára lépett a Rapid Wien és a DVSC ellen is. Játéka elnyerte a zalai sportvezetők tetszését, így szerződést kínáltak neki.
A Rubin Kazany elleni Intertotó-kupa összecsapásokra még nem érkezett meg a játékengedélye, de a bajnokságban már a kezdőcsapat tagjává válhatott.
2008 nyarán a cseh Slovan Liberechez igazolt.

## Válogatottban
1 alkalommal volt U-17-es válogatott, 2000. november 9-én Samoboron megrendezett Horvátország-Szlovénia mérkőzésen lépett pályára.
3 alkalommal volt U-21-es válogatott, 2004. május 18-án Szlovénia ellen Ljubljanában, 2004. november 2-án Gleisdorfban a Stájer tartományi válogatott ellen, míg 2004. november 9-én Samoboron Szlovénia U-21-es csapata ellen lépett pályára.

## Külső hivatkozások
- weltfussball.de Archiválva 2007. szeptember 29-i dátummal a Wayback Machine-ben (német)
- hlsz.hu
- zete.co.nr
- fussballdaten.de (német)
- Adatlapja Standard Liége honlapján Archiválva 2007. szeptember 27-i dátummal a Wayback Machine-ben (francia)
- Vulin személyes blogja[halott link]
- Adatlapja a Slovan Liberec honlapján Archiválva 2009. február 12-i dátummal a Wayback Machine-ben (cseh)